# Sulli

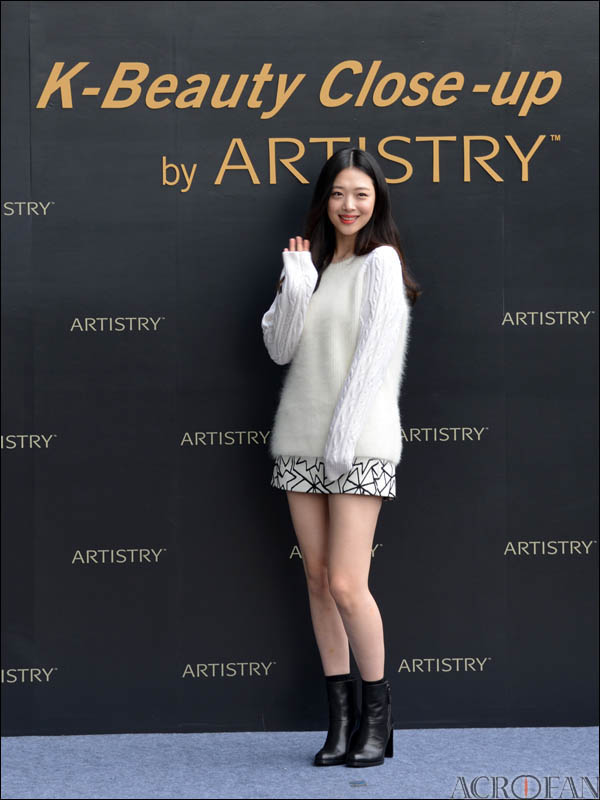
Sulli (2015)

Sulli (* 29. März 1994 als Choi Jin-ri in Busan; † 13. oder 14. Oktober 2019 in Seongnam) war eine südkoreanische Schauspielerin und Sängerin. Sie war von 2009 bis 2015 Mitglied der Girlgroup f(x).

## Leben
Sulli begann ihre Schauspielkarriere als Kinderdarstellerin in der Fernsehserie Ballad of Seodong in der Rolle der jungen Prinzessin Seonhwa von Silla. Später nahm sie an einem Casting von SM Entertainment teil und wurde unter Vertrag genommen. 2007 spielte sie eine Hauptrolle in dem Film Punch Lady.
Im September 2009 debütierte sie als Sängerin in der Girlgroup f(x), die sie 2015 verließ. Während dieser Zeit spielte sie eine Hauptrolle in der Fernsehserie To the Beautiful You, basierend auf dem Manga Hanazakari no Kimitachi e. 2014 spielte sie eine Nebenrolle in dem Piratenabenteuer Pirates – Das Siegel des Königs und eine Hauptrolle in der Komödie Fashion King.
2017 übernahm sie die weibliche Hauptrolle in dem Thriller Real. Ab Juni 2019 moderierte sie die JTBC-Sendung Akpeul-ui Bam (악플의 밤, Die Nacht der Hasskommentare‘), in der es um Cyber-Mobbing geht. Im selben Monat veröffentlichte sie auch ihre erste Solosingle Goblin.
Am 14. Oktober 2019 wurde sie in ihrer Wohnung in Seongnam tot aufgefunden, nachdem sie seit dem Vorabend telefonisch nicht mehr erreichbar gewesen war. Sulli war als Hauptrolle für den zweiten Teil der Netflix-Reihe Persona vorgesehen. Dabei waren fünf Kurzfilme mit ihr geplant. Das Produktionsunternehmen Mystic Story teilte mit, dass der erste Film von Regisseurin Hwang Su-a abgeschlossen werden konnte, man sich aber im Oktober gerade bei den Dreharbeiten für den zweiten Film befand. Mystic Story gab aufgrund des Trauerfalls bekannt, dass die Zukunft der Reihe ungewiss sei und noch keine Entscheidung getroffen wurde, wie es weitergehen wird.
2023 erschien Persona: Sulli auf Netflix. Darin enthalten sind ein abgedrehter Kurzfilm und ein Dokumentarfilm, Dear Jinri, der separat auf dem Busan International Film Festival Weltpremiere feierte. Dear Jinri enthält das letzte Interview mit Sulli vor ihrem Tod.

## Filmografie

### Filme
- 2006: Vacation (베케이션, Episodenfilm)
- 2007: Punch Lady
- 2008: BABO (바보)
- 2014: Pirates – Das Siegel des Königs (해적)
- 2014: Fashion King (패션왕)
- 2017: Real (리얼)

### Fernsehserien
- 2005: Ballad of Seodong (서동요)
- 2010: Oh! My Lady (오! 마이 레이디)
- 2012: To the Beautiful You (아름다운 그대에게)
- 2019: Hotel del Luna